# Котел (община)
Община Котел е разположена в Югоизточна България и е една от съставните общини на област Сливен.

## География

### Географско положение, граници, големина
Общината заема североизточната част на област Сливен. С площта си от 858,082 km2 е на 3-то място сред 4-те общини на областта, което съставлява 24,21% от територията на областта. Границите ѝ са следните:
- на северозапад – община Антоново, област Търговище;
- на север – община Омуртаг, област Търговище;
- на североизток – община Върбица, област Шумен;
- на изток – община Сунгурларе, област Бургас;
- на юг – община Стралджа, област Ямбол;
- на югозапад – община Сливен.

### Релеф, води, природни забележителности

#### Релеф
Релефът на общината е хълмист, ниско и средно планински. Територията ѝ условно попада в две физикогеографски области на България – Източна Стара планина и Източния Предбалкан.
Към Старопланинската физикогеографска област в община Котел попадат 5 орографски единици: Близо 2/3 от територията на общината се заема от западната, най-висока част на Котленска планина, разположена между долините на реките Голяма Камчия на север и Луда Камчия на юг, а на изток и запад планината излиза извън пределите ѝ. На около 5 km югозападно от град Котел се издига връх Разбойна 1128 m в рида Разбойна, най-високата точка на Котленска планина и на цялата община. Южно от долината на река Луда Камчия в пределите на община Котел попадат малка част от Сливенска планина (в землището на с. Нейково) с връх Дебела могила 922,5 m и западната част на Стидовска планина с връх Ушите 1010,4 m, разположен южно от село Градец. Крайния югоизточен район на общината се заема от части на други две ниски планини принадлежащи към Източна Стара планина – планината Гребенец с връх Мандрата 863,7 m, разположен северозападно от село Седларево, на границата с община Сливен и Терзийски баир с височина около 400 m, южно от село Пъдарево.
В крайния северен район на общината, разположен северно от долината на река Голяма Камчия се простират южните разклонения на Лиса планина (част от Източния Предбалкан). Нейният най-висок връх Големия Сакар 1053,6 m се издига западно от село Остра могила.
На североизток и югоизток релефът на общината е хълмист, като тук попадат части от две полета. На североизток, по долината на река Голяма Камчия на територията на общината се вклинява югозападната част на хълмистата историко-географска област Герлово. На югоизток, по долината на река Мочурица, между Стидовска планина на север и Гребенец и Терзийски баир на юг се вклинява западната, най-висока част на Сунгурларското поле. Тук североизточно от село Пъдарево, в коритото на река Мочурица се намира най-ниската точка на общината – 199 m н.в.

#### Води
В южната част на община Котел, по билото на Сливенска и Стидовска планина преминава участък от главния вододел на България. По този начин около 90% от територията ѝ принадлежат към Черноморския водосборен басейн, а останалите 10% – към Беломорския водосборен басейн.
Към Черноморския водосборен басейн на територията на общината протичат три реки. В северната част преминава най-горното течение на река Голяма Камчия (Тича, лява съставяща на река Камчия). Тя извира от Лиса планина и до село Тича тече на изток в дълбока и залесена долина. След селото завива на североизток, долината ѝ се разширява, навлиза в югозападната част на хълмистата историко-географска област Герлово и напуска пределите на общината. В южната част преминава участък от горното течение на река Луда Камчия (дясна съставяща на река Камчия). Тя води началото си от община Сливен, минава през землището на село Нейково, отново навлиза в Община Сливен и югозападно от село Градец се завръща в община Котел. Минава през село Градец, където в нея отляво се влива Котленска река (25 km, изцяло протича през общината) с десния си приток Нейковска река и с няколко забележителни меандра източно от селото напуска пределите на общината и навлиза в община Сунгурларе. Тук при село Дъбовица (община Сунгурларе) в нея отляво се влива Медвенска река, горното и средното течение на която е на територията на община Котел. В най-западната част на общината през селата Кипилово и Боринци протича река Карадере, десен приток на Стара река, която е десен приток на Янтра и, която от своя страна е десен приток на Дунав.
Крайните югоизточни части на общината принадлежат към Беломорския водосборен басейн. Тук от запад на изток през най-западната и най-висока част на Сунгурларското поле протича най-горното течение на река Мочурица (ляв приток на Тунджа) и горното течение на десния ѝ приток река Мараш.

### Населени места
Общината се състои от 22 населени места. Списък на населените места, подредени по азбучен ред, население и площ на землищата им:
| Населено място | Пребр. на населението през 2021 г. | Площ на землището (в км2) | Забележка (старо име) | Населено място | Пребр. на населението през 2021 г. | Площ на землището (в км2) | Забележка (старо име) |
| Боринци        | 121                                | 22,786                    | Керсенлик             | Нейково        | 188                                | 76,205                    |                       |
| Братан         | 1                                  | 65,224                    | Сър алан              | Орлово         | 168                                | 6,315                     | Вайслар               |
| Градец         | 2950                               | 46,099                    |                       | Остра могила   | 116                                | 18,561                    | Сютчилер              |
| Дъбова         | 5                                  | 6,877                     | Емрен кьой            | Пъдарево       | 541                                | 21,454                    | Куруджиево            |
| Жеравна        | 336                                | 52,989                    |                       | Седларево      | 35                                 | 16,662                    |                       |
| Катунище       | 38                                 | 15,058                    |                       | Соколарци      | 392                                | 5,225                     | Дуванджилар           |
| Кипилово       | 422                                | 83,573                    |                       | Стрелци        | 320                                | 31,414                    | Туркоклии             |
| Котел          | 4879                               | 131,519                   |                       | Тича           | 796                                | 52,871                    |                       |
| Малко село     | 483                                | 6,981                     | Кючуклер              | Топузево       | 76                                 | 3,859                     | Топузлар              |
| Медвен         | 136                                | 79,224                    |                       | Филаретово     | 442                                | 7,758                     | Хамзалар              |
| Мокрен         | 780                                | 78,701                    | Кьопеклии, Аврамов    | Ябланово       | 2694                               | 28,727                    | Алванар               |

## Административно-териториални промени
- през 1881 г. – заличени са к. Баглари без административен акт поради изселване;
- през 1893 г. – заличено е с. Ираклии (Ераклии) без административен акт поради изселване;
- МЗ № 2820/обн. 14.08.1934 г. – преименува м. Кара юкуш (Кара укуш) на м. Върлище;

– преименува м. Араръ махле на м. Камена;
– преименува м. Ичме дере на м. Пивки дол;
– преименува м. Кухчелари на м. Птичари;
– преименува с. Куруджиево на с. Пъдарево;
- МЗ № 3775/обн. 07.12.1934 г. – преименува м. Керсенлик на м. Боринци;

– преименува с. Сър алан на с. Братан;
– преименува м. Емрен кьой (Имрен кьой) на м. Дъбова;
– преименува с. Кючуклер на с. Малко село;
– преименува м. Чукур алан на м. Низка поляна;
– преименува м. Ени махле (Нова махала) на м. Новоселище;
– преименува с. Вайслар на с. Орлово;
– преименува с. Сютчилер (Сиюбджилер, Сюджилер, Събджилер, Сьобжилер) на с. Остра могила;
– преименува с. Ени махле на с. Радинка;
– преименува с. Дуванджилар на с. Соколарци;
– преименува с. Туркоклии на с. Стрелци;
– преименува с. Топузлар на с. Топузево;
– преименува с. Хамзалар на с. Филаретово;
– преименува с. Алванар на с. Ябланово;
- Указ № 334/обн. 13.07.1951 г. – преименува с. Кьопеклии (Мокрен) на с. Аврамов;
- през 1965 г. – осъвременено е името на м. Камена на м. Каменна без административен акт;

– осъвременено е името на м. Низка поляна на м. Ниска поляна без административен акт;
- Указ № 57/обн. 05.02.1965 г. – признава м. Боринци за с. Боринци;
- Указ № 881/обн. 30.11.1965 г. – заличава махалите Новоселище и Пивки дол поради изселване;
- Указ № 2294/обн. 26.12.1978 г. – признава м. Дъбова за с. Дъбова;
- Указ № 3005/обн. 09.10.1987 г. – закрива община Блатец и присъединява селата Аврамов, Пъдарево и Седларево заедно с техните землища към община Котел;
- На основание §7 (т.3) от Закона за административно-териториалното устройство на Република България (ДВ, бр. 63/1995 г.) всички махали, колиби, гари, минни и промишлени селища придобиват статут на села;
- Указ № 115/обн. 08.05.1992 г. – възстановява старото име на с. Аврамов на с. Мокрен;
- Реш. МС 0739/обн. 13.09.2005 г. – заличава с. Радинка поради изселване;
- Реш. МС № 849/обн. 9 януари 2007 г. – заличава с. Върлище и го присъединява като квартал на с. Боринци;

– заличава с. Птичари и го присъединява като квартал на с. Кипилово;
– заличава селата Каменна и Ниска поляна и ги присъединява като квартали на с. Стрелци.

## Население
Численост на населението според преброяванията през годините:
| Година на преброяване | Численост |
| 1934                  | 21 473    |
| 1946                  | 23 482    |
| 1956                  | 24 937    |
| 1965                  | 26 996    |
| 1975                  | 27 469    |
| 1985                  | 26 379    |
| 1992                  | 23 944    |
| 2001                  | 21 645    |
| 2011                  | 19 391    |
| 2021                  | 15 919    |

### Етнически състав
Преброяване на населението през 2011 г.
Численост и дял на етническите групи според преброяването на населението през 2011 г., по населени места (подредени по численост на населението):
| Населено място | Численост | Численост | Численост | Численост | Численост | Численост           | Численост     | Населено място | Дял (в %) | Дял (в %) | Дял (в %) | Дял (в %) | Дял (в %)           | Дял (в %)     |
| Населено място | Общо      | Българи   | Турци     | Цигани    | Други     | Не се самоопределят | Не отговорили | Населено място | Българи   | Турци     | Цигани    | Други     | Не се самоопределят | Не отговорили |
| Общо           | 19 391    | 7024      | 5793      | 4790      | 205       | 142                 | 1437          | 100.00         | 36.22     | 29.87     | 24.70     | 1.05      | 0.73                | 7.41          |
| -------------- | --------- | --------- | --------- | --------- | --------- | ------------------- | ------------- | -------------- | --------- | --------- | --------- | --------- | ------------------- | ------------- |
| Котел          | 5798      | 3667      | 61        | 1177      | 174       | 31                  | 688           | Котел          | 63.24     | 1.05      | 20.30     | 3.00      | 0.53                | 11.86         |
| Градец         | 3759      | 701       |           | 2970      |           | 29                  | 51            | Градец         | 18.64     |           | 79.01     |           | 0.77                | 1.35          |
| Ябланово       | 3030      | 34        | 2688      |           |           | 9                   | 296           | Ябланово       | 1.12      | 88.71     |           |           | 0.29                | 9.76          |
| Тича           | 982       | 248       | 455       | 124       | 0         | 6                   | 149           | Тича           | 25.25     | 46.33     | 12.62     | 0.00      | 0.61                | 15.17         |
| Мокрен         | 876       | 500       | 34        | 236       |           |                     | 104           | Мокрен         | 57.07     | 3.88      | 26.94     |           |                     | 11.87         |
| Филаретово     | 604       | 3         | 594       |           |           |                     | 3             | Филаретово     | 0.49      | 98.34     |           |           |                     | 0.49          |
| Малко село     | 596       | 6         | 514       | 3         | 0         | 0                   | 73            | Малко село     | 1.00      | 86.24     | 0.50      | 0.00      | 0.00                | 12.24         |
| Пъдарево       | 583       | 314       |           | 259       | 0         |                     | 5             | Пъдарево       | 53.85     |           | 44.42     | 0.00      |                     | 0.85          |
| Кипилово       | 569       | 511       | 33        | 7         | 0         | 0                   | 18            | Кипилово       | 89.80     | 5.79      | 1.23      | 0.00      | 0.00                | 3.16          |
| Соколарци      | 498       | 15        | 482       | 0         | 0         | 0                   | 1             | Соколарци      | 3.01      | 96.78     | 0.00      | 0.00      | 0.00                | 0.20          |
| Стрелци        | 440       | 5         | 402       | 0         | 0         | 0                   | 33            | Стрелци        | 1.13      | 91.36     | 0.00      | 0.00      | 0.00                | 7.50          |
| Жеравна        | 413       | 377       |           |           | 26        | 0                   | 6             | Жеравна        | 91.28     |           |           | 6.29      | 0.00                | 1.45          |
| Нейково        | 347       | 339       |           | 6         | 0         |                     | 0             | Нейково        | 97.69     |           | 1.72      | 0.00      |                     | 0.00          |
| Медвен         | 212       | 139       |           | 0         |           | 57                  | 8             | Медвен         | 65.56     |           | 0.00      |           | 26.88               | 3.77          |
| Орлово         | 173       |           | 167       | 0         |           |                     | 2             | Орлово         |           | 96.53     | 0.00      |           |                     | 1.15          |
| Остра могила   | 151       | 3         | 148       | 0         | 0         | 0                   | 0             | Остра могила   | 1.98      | 98.01     | 0.00      | 0.00      | 0.00                | 0.00          |
| Боринци        | 146       | 98        | 44        | 4         | 0         | 0                   | 0             | Боринци        | 67.12     | 30.13     | 2.73      | 0.00      | 0.00                | 0.00          |
| Топузево       | 126       |           | 125       | 0         | 0         |                     | 0             | Топузево       |           | 99.20     |           | 0.00      | 0.00                | 0.00          |
| Седларево      | 38        | 35        |           | 0         |           |                     | 0             | Седларево      | 92.10     |           | 0.00      |           |                     | 0.00          |
| Катунище       | 26        | 26        | 0         | 0         | 0         | 0                   | 0             | Катунище       | 100.00    | 0.00      | 0.00      | 0.00      | 0.00                | 0.00          |
| Дъбова         | 16        | 0         | 16        | 0         | 0         | 0                   | 0             | Дъбова         | 0.00      | 100.00    | 0.00      | 0.00      | 0.00                | 0.00          |
| Братан         | 8         | 0         | 8         | 0         | 0         | 0                   | 0             | Братан         | 0.00      | 100.00    | 0.00      | 0.00      | 0.00                | 0.00          |

### Вероизповедания
Численост и дял на населението по вероизповедание според преброяването на населението през 2011 г.:
|                     | Численост | Дял (в %) |
| Общо                | 19 391    | 100.00    |
| Православие         | 6887      | 35.51     |
| Католицизъм         | 67        | 0.34      |
| Протестантство      | 1224      | 6.31      |
| Ислям               | 4361      | 22.48     |
| Друго               | 7         | 0.03      |
| Нямат               | 1235      | 6.36      |
| Не се самоопределят | 1054      | 5.43      |
| Непоказано          | 4556      | 23.49     |

## Транспорт
През общината преминават частично 7 пътя от Републиканската пътна мрежа на България с обща дължина 114,3 km:
- участък от 11 km от Републикански път I-7 (от km 219,4 до km 230,4);
- последният участък от 45,1 km от Републикански път II-48 (от km 17,6 до km 62,7);
- началният участък от 24,8 km от Републикански път III-484 (от km 0 до km 24,8);
- началният участък от 4,8 km от Републикански път III-488 (от km 0 до km 4,8);
- последният участък от 13,2 km от Републикански път III-706 (от km 8 до km 21,2);
- последният участък от 10,3 km от Републикански път III-7006 (от km 7,3 до km 17,6);
- последният участък от 5,1 km от Републикански път III-7306 (от km 17,5 до km 22,6).

## Топографски карти
- Лист от карта K-35-29. Мащаб: 1 : 100 000.
- Лист от карта K-35-41. Мащаб: 1 : 100 000.
- Лист от карта K-35-42. Мащаб: 1 : 100 000.